# Huitzitzilingo
Huitzitzilingo es una localidad mexicana, localizada en el municipio de San Felipe Orizatlán en el estado de Hidalgo.

## Toponimia
En náhuatl Huitzitzil-co: Lugar de colibríes.

## Geografía
Se encuentra en la región geográfica de la Huasteca hidalguense; |a la localidad le corresponden las coordenadas geográficas 21° 10’ 25.504” de latitud norte y 98° 39’ 22.276” de longitud oeste, con una altitud de 203 m s. n. m. Cuenta con un clima semicálido húmedo con lluvias todo el año.
En cuanto a fisiografía se encuentra en la provincia del Sierra Madre Oriental, dentro de la subprovincia del Carso Huasteco; su terreno es de sierra. En lo que respecta a la hidrología se encuentra posicionado en la región del Pánuco, dentro de la cuenca el río Moctezuma, y en la subcuenca del río San Pedro.

## Demografía
En 2020 registró una población de 3948 personas, lo que corresponde al 10.26 % de la población municipal. De los cuales 1851 son hombres y 2097 son mujeres.
| Gráfica de evolución demográfica de Huitzitzilingo entre 1900 y 2020 |
|                                                                      |
| Población registrada por los censos y conteos del INEGI.             |